# Radmilo Ivančević
Radmilo Ivančević (serbisch-kyrillisch Радмило Иванчевић; * 4. September 1950 in Gornji Milanovac) ist ein ehemaliger serbischer Fußballspieler und -trainer.

## Karriere
Ivančević begann seine Karriere 1967 bei FK Takovo und spielte unter anderem auch bei FK Šumadija Aranđelovac. 1975 unterschrieb er einen Vertrag beim Erstligisten FK Partizan Belgrad. Mit Partizan wurde er 1975/76 jugoslawischer Meister. 1977 wechselte er zum türkischen Fenerbahçe Istanbul. Mit Fenerbahçe wurde er 1977/78 türkischer Meister. 1979 gewann er mit dem Verein den Türkiye Kupası. 1979 kehrte er zu Partizan Belgrad zurück. 1982 wechselte er zu Cleveland Force. 1983 beendete er seine Karriere als Fußballspieler.

## Erfolge
FK Partizan Belgrad
- Jugoslawischer Meister: 1975/76

Fenerbahçe Istanbul
- Türkischer Meister: 1977/78
- Türkischer Pokalsieger: Türkiye Kupası